# Jiuquan He
Koordinaten: 62° 13′ S, 58° 58′ W
Jiuquan He (chinesisch 九泉河 ‚Fluss der neun Quellen‘) ist ein 1,5 km langer, saisonaler, durch Schmelzwasser gespeister Bach auf der Fildes-Halbinsel von King George Island im Archipel der Südlichen Shetlandinseln. Er fließt von der Südseite des Clement Hill zur Maxwell Bay, die er 500 m südlich des Gui Shan erreicht.
Chinesische Wissenschaftler benannten ihn 1986 im Zuge von Vermessungs- und Kartierungsarbeiten.